# Plantago raoulii
Plantago raoulii är en grobladsväxtart som beskrevs av Joseph Decaisne. Plantago raoulii ingår i släktet kämpar, och familjen grobladsväxter. Inga underarter finns listade i Catalogue of Life.